# Rafael Aragona
Rafael Aragona (Arauca, siglo XIX-Villa de Coro, 9 de enero de 1822 ) fue un militar colombiano.
Fue subteniente del Ejército Libertador, durante la Guerras de independencia hispanoamericanas de Colombia y Venezuela. Considerado prócer de la independencia en el Departamento de Arauca.

## Biografía
Nacido en Arauca. Fue subteniente de caballería, perteneció a los guías de Casanare, con Juan Galea y Nonato Pérez en 1819, incorporándose después  al ejército de José Antonio Páez. Participó en la Batalla de Las Queseras del Medio el 2 de abril de 1819. Combatió en Corrales (Boyacá) el 7 de julio de 1819; antes de la Batalla del Pantano de Vargas salió entre las fuerzas dirigidas para el norte, por el Coronel Pedro Fortoul, hacia Málaga y Pamplona (Santander); participó en la Batalla de Carabobo, concurrió a varios encuentros que ocurrieron después de esa batalla.  Falleció en el combate de La Villa de Coro el 9 de enero de 1822.

## Homenajes
En 1998, la Octava División del Ejército Nacional de Colombia creó el 
Batallón de Apoyo de Servicios para el Combate No 18 “Subteniente Rafael Aragona”, en Arauca.